# Al-Ahali
Die arabischsprachige Zeitschrift al-Ahali (arabisch الأهالي, DMG al-Ahālī, „die Einwohner“ oder „die Leute“) wurde zwischen 1894 und 1895 von Ismaʿil Abaza in Kairo herausgegeben. Laut Ababa sei das erklärte Ziel der Zeitschrift „die Regierung über die Wünsche, Sehnsüchte und Beschwerden des Volkes über Missetaten und Missstände zu informieren“. Wie auch die Zeitschrift al-Muqattam gibt sie als weiteres Ziel an, der Regierung zu dienen, indem man ihre Botschaft an das Volk weitergebe.